# Chiddes (Nièvre)
Chiddes ist eine französische Gemeinde mit 353 Einwohnern (Stand: 1. Januar 2022) im  Département Nièvre in der Region Bourgogne-Franche-Comté. Sie gehört zum Arrondissement Château-Chinon (Ville) und zum Kanton Luzy. Die Einwohner werden Chiddois genannt.

## Geographie
Chiddes liegt etwa 58 Kilometer ostsüdöstlich von Nevers im Morvan. Umgeben wird Chiddes von den Nachbargemeinden Villapourçon im Norden und Nordwesten, Larochemillay im Norden und Osten, Millay im Süden und Südosten, Avrée im Südwesten sowie Sémelay im Westen.

## Bevölkerungsentwicklung
| Jahr                       | 1962 | 1968 | 1975 | 1982 | 1990 | 1999 | 2006 | 2011 | 2016 |
| -------------------------- | ---- | ---- | ---- | ---- | ---- | ---- | ---- | ---- | ---- |
| Einwohner                  | 639  | 627  | 515  | 459  | 404  | 373  | 334  | 328  | 333  |
| Quellen: Cassini und INSEE |      |      |      |      |      |      |      |      |      |

## Sehenswürdigkeiten
- Kirche Notre-Dame-du-Suprême-Pardon, 1895 erbaut
- Ehemalige Kirche Saint-Maurice aus dem 11. Jahrhundert
- Schloss Champlevrier aus dem 17. Jahrhundert

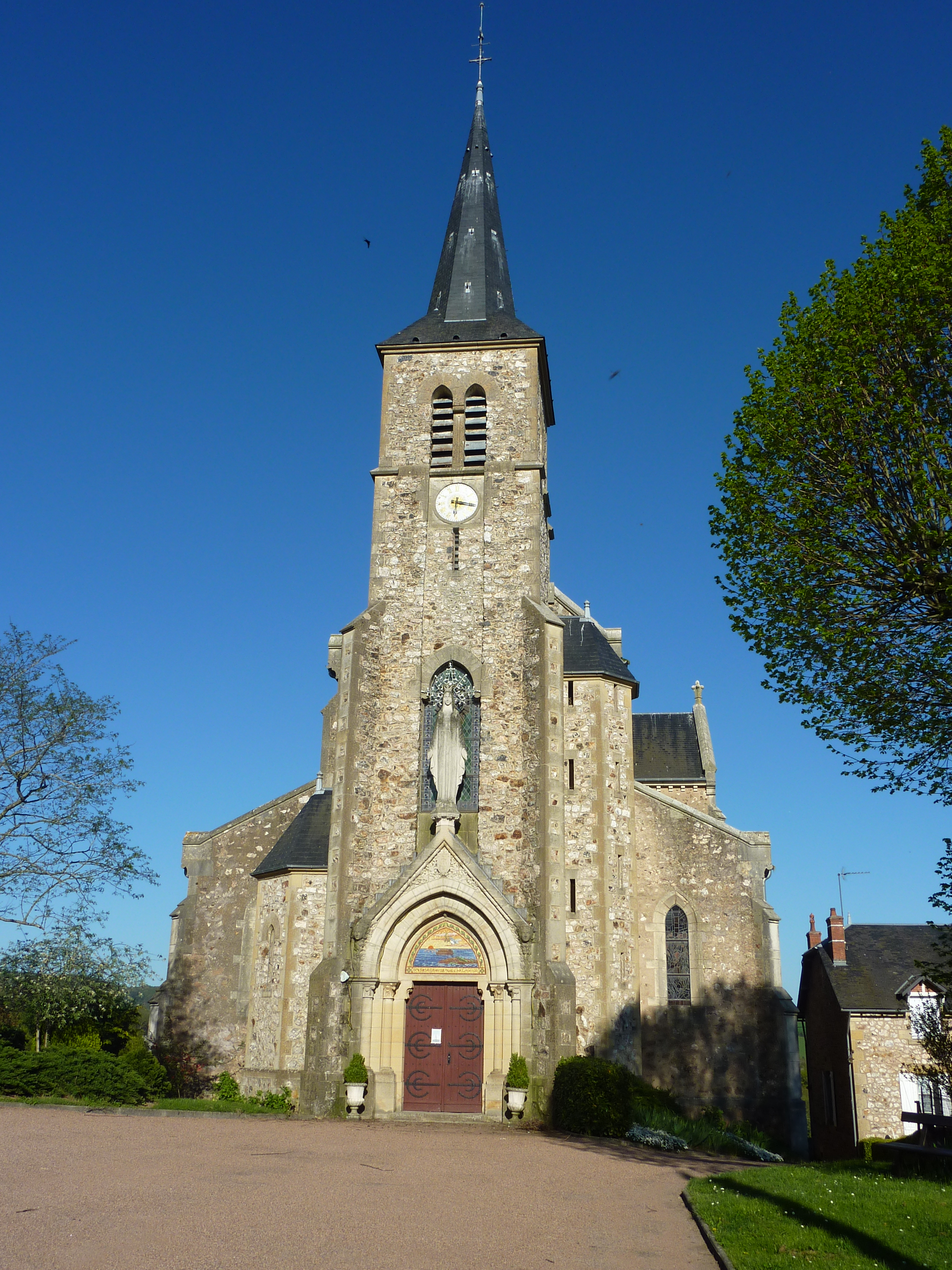
Kirche Notre-Dame-du-Suprême-Pardon